# ʿĀlaph
Cette page contient des caractères spéciaux ou non latins. S’ils s’affichent mal (▯, ?, etc.), consultez la page d’aide Unicode.
ʿĀlaph (ܐ) est la 1re lettre de l'alphabet syriaque.
Son caractère Unicode est 0710.